# كوبا أمريكا 2028
كوبا أمريكا 2028 (بالإسبانية: 2028 Copa América) هي النسخة التاسعة والأربعين من مسابقات كوبا أمريكا لكرة القدم، وهي البطولة القارية للرجال التي تقام كل أربع سنوات والتي ينظمها الهيئة الحاكمة لكرة القدم في أمريكا الجنوبية الكونمبيول. أقيمت البطولة في الإكوادور ويشترك في تنظيمها اتحاد الكونكاكاف. ، بعد أن استضافت بطولة كوبا أمريكا المئوية عام 2016. بمشاركة 16 منتخب بالإضافة إلى الاتحادات الأعضاء العشرة في كونميبول، ضمت النسخة الماضية ستة منتخبات من اتحاد الكونكاكاف وهي الولايات المتحدة، المكسيك، بنما، جامايكا، كوستاريكا، ومنتخب كندا الذي تعتبر هذه المشاركة أول ظهور لها في البطولة.